# Acarospora oligyrophorica
Acarospora oligyrophorica är en lavart som beskrevs av Aptroot. Acarospora oligyrophorica ingår i släktet Acarospora och familjen Acarosporaceae.   Inga underarter finns listade i Catalogue of Life.